# Trojan Carnival Box Set
A Trojan Carnival Box Set egy három lemezes reggae válogatás.  2003-ban adta ki a Trojan Records kiadó.

## Számok

### CD 1
1. Freddie Notes & The Rudies - Unity
2. Daniel In The Lion's Den - Dancing In The Sun
3. The Pioneers - Jamaica Jerk Off
4. The Doctors - In The Summertime
5. The Deltones - I’ll Take You There
6. Neville Willoughby - I Love Jamaica
7. The Cimarons - Happy People
8. Sidney, George & Jackie - Feeling High
9. John Holt - Reggae From The Ghetto
10. Danny Ray - Ain’t It A Beautiful Morning
11. Dandy Livingstone - Caribbean Rock
12. The Uniques - Mother And Child Reunion
13. Count Prince Miller - Mule Train
14. Del Davis - Sugarloaf Hill
15. Marie Pierre - Walk Away
16. The Cimarons - You Can Get It If You Really Want
17. Teddy Brown - Walk The World Away

### CD 2
1. The Techniques - Drink More Wine
2. Lloyd Parks - Everybody Needs Love
3. The Bleechers - Everything For Fun
4. Keeling Beckford - Groove Me
5. Derrick Harriott - Groovy Situation
6. Barrington Spence - Jah Jah Train
7. Bob Marley & The Wailers - Lively Up Yourself
8. Jackie Brown - Living In Sweet Jamaica
9. Cornell Campbell - Music Keep On Playing
10. The Gaylads - My Jamaican Girl
11. Toots & The Maytals - Pressure Drop `72
12. Zap Pow - This Is Reggae Music
13. The Sensations - Those Guys
14. The Gaylads - Young Gifted And Black
15. The Twinkle Brothers - Best Is Yet To Come
16. Pat Kelly - Best Time Of My Life

### CD 3
1. The Pioneers - Riot Inna Notting Hill
2. The Merrymen - Big Bamboo
3. The Maytones - Brown Girl In The Ring
4. Derrick Morgan - Festival 10
5. Carey Johnson & Lloyd Young - Come Down
6. Derrick Harriott - Face Dog
7. Ernie Smith - Duppy Gunman
8. Roy Shirley - Hold Them
9. Turnell Mccormack & The Cordells - Irie Festival
10. Starlites - Mama Dee
11. Selwyn Baptiste - Mo’ Bay
12. Joya Landis - Moonlight Lover
13. Dennis Alcapone - Wake Up Jamaica
14. Tinga Stewart - Play De Music
15. The Viceroys - Wheel And Jig
16. Starlites - Soldering
17. The Fab 5 Inc - Shaving Cream

## Külső hivatkozások
- https://web.archive.org/web/20070915084148/http://www.roots-archives.com/release/3726/
- http://www.savagejaw.co.uk/trojan/tjetd132.htm Archiválva 2007. december 11-i dátummal a Wayback Machine-ben